# Roberto Viaux
Roberto Viaux (25 mai 1917 - 5 septembre 2005) est un général chilien séditieux, hostile au régime de Salvador Allende, utilisé par Washington dans la préparation du Track Two, en cas de victoire d'Allende aux élections de 1970.
Le Track Two, un plan américain établi peu avant l'élection d'Allende et abandonné immédiatement après, consistait à pousser les Fuerzas Armadas à intervenir et annuler les élections. La sédition au sein de l’armée chilienne est favorisée, en coordination avec le mouvement d’extrême-droite Patrie et Liberté,. Dès le mois d’octobre 1970, la CIA se met en contact avec des officiers putschistes, parmi lesquels Roberto Viaux.
Roberto Viaux est responsable de la mort du général républicain René Schneider Chereau, susceptible de contrer le putsch, commandant en chef des Armées lors de l'échec d'une tentative d'enlèvement le 22 octobre 1970. Cet attentat aurait été mis en œuvre contre les consignes américaines, les États-Unis ayant alors vraisemblablement abandonné la perspective d'un coup d'État.
Roberto Viaux et les autres meurtriers du général Schneider prennent immédiatement la fuite, au point de laisser des armes sur place. Viaux part à l'étranger et il ne reviendra au Chili qu'en 1990, lorsque le président Aylwin accorde son pardon.